# 石龍宮
23°55′25″N 120°44′19″E / 23.923583°N 120.738654°E
石龍宮，是位於臺灣南投縣中寮鄉永和村的土地祠，因信徒多以泡麵祭祀、在此吃泡麵，而其土地神稱為「泡麵土地公」。

## 沿革
此土地祠原先四塊大石頭砌成，因因後山狀似龍形、土地公又為石頭，故名「石龍宮」。坐落在位在中寮鄉山腰樟平溪旁，今址為中寮鄉龍南路303-9號。傳說1950年代，村內有人生病，向此土地公祈願後得到庇佑，於是立願恭塑神像，該村民說夢見土地公自稱原是古代武將，五十多歲死後歸神，還特別交代恭塑神像時，鬍鬚一定要黑色。
九二一地震後，廟方加建堤防工程。廟方並設立可停放近百輛車的停車場，擴建遮陽雅座、餐桌椅，備有熱飲水機。

## 祭祀
對於信眾多以帶泡麵祭祀、來此吃泡麵，稱此神為「泡麵土地公」，主委吳秋福回憶，源起於北部有些生意人、賽鴿愛好者帶起這股風潮，接著又遇1980年代大家樂風行，賭徒經常三更半夜呼朋引伴到求名牌到深夜，便以泡麵止飢，隨著人數增加，日子就了就約定俗成。
吳昌祈任主委後，在他經營下香火鼎盛，每年以香油錢負擔村內永和國小弱勢學童的學雜費。他表示，多數經商的信徒都是半下班後才來拜拜、還願，但位處偏僻，附近少有攤販或店面，隨手拿起其他人拜完沒帶走的泡麵，用廟方供應的熱水現泡現吃，長年累月下來，於是在此吃泡麵就成了石龍宮的特色。也有附近步道健行地遊客，會來此吃泡麵。此廟還吸引外縣市的信徒特地前來祭拜，有老闆、店家，或從事業務性質的保險員、百貨公司櫃姐、房仲業務員等。一名台中王姓房仲業者說，該行業圈子裡流傳來此吃泡麵會「冒泡」，所謂冒泡意指成交。儘管廟方泡麵免費提供，但大肆拿走多箱的行為是不被准許的           。
每年農曆二月初二土地公誕辰時，南投縣中寮鄉永和國小師生也來此祭拜作為感謝。